# Petras Nausėda
Petras Nausėda (* 19. April 1985 in Elektrėnai, Litauische SSR) ist ein litauischer Eishockeyspieler, der seit 2017 bei Kaunas Hockey in der litauischen Liga spielt und dort auch Cheftrainer ist. Er ist derzeit Präsident des litauischen Eishockeyverbandes.

## Karriere
Petras Nausėda begann seine Karriere als Eishockeyspieler in seiner Heimatstadt beim SC Energija, für den er bis 2016 spielte. Mit dem litauischen Spitzenklub spielte er sowohl in der heimischen Liga, als auch in der East European Hockey League, in der zweiten belarussischen Spielklasse und vor allem in der lettischen Liga. Seit 2017 spielt er für Kaunas Hockey in der litauischen Liga. Neben seiner aktiven Karriere ist er zudem auch Präsident der Lietuvos ledo ritulio federacija, des litauischen Eishockeyverbandes.

### International
Für Litauen nahm Nausėda im U18-Bereich an den Weltmeisterschaften der Europa-Division 1 2000, der Division II 2001 und 2003 und der Division III 2002 sowie im U20-Bereich an den Weltmeisterschaften 2003, 2004 und 2005 jeweils in der Division II teil. 
Im Seniorenbereich stand er im Aufgebot seines Landes bei den Weltmeisterschaften der Division I 2003, 2005, 2006, 2007, 2008, 2009, 2011, 2012 und 2013 sowie bei den Weltmeisterschaften der Division II 2004. Zudem trat er für Litauen bei den Qualifikationsturnieren zu den Olympischen Winterspielen 2006 in Turin und 2010 in Vancouver an.

## Trainer und Funktionär
Bereits während seiner aktiven Karriere ist Nauséda als Trainer und Funktionär tätig. Von 2009 bis 2016 war er Generalmanager des SC Energija. In der Folge war er nacheinander Präsident, Generalmanager und ist seit 2020 Cheftrainer von Launas Hockey. Zudem war er bei verschiedenen internationalen Turnieren seit 2009 Manager der litauischen Herren- und U20-Nationalmannschaft. Außerdem ist er Präsident der Lietuvos ledo ritulio federacija, des litauischen Eishockeyverbandes.

## Erfolge und Auszeichnungen
- 2002 Litauischer Meister mit dem SC Energija
- 2002 Aufstieg in die Division II bei der U18-Weltmeisterschaft der Division III
- 2004 Litauischer Meister mit dem SC Energija
- 2004 Aufstieg in die Division I bei der Weltmeisterschaft der Division II, Gruppe B
- 2005 Litauischer Meister mit dem SC Energija
- 2006 Litauischer Meister mit dem SC Energija
- 2007 Litauischer Meister mit dem SC Energija
- 2008 Litauischer Meister mit dem SC Energija
- 2009 Litauischer Meister mit dem SC Energija
- 2012 Litauischer Meister mit dem SC Energija
- 2013 Litauischer Meister mit dem SC Energija
- 2016 Litauischer Meister mit dem SC Energija